# Фернан Гоміш да Міна
Фернáн Го́міш да Міна (порт. Fernão Gomes da Mina, XV століття) — португальський купець і підприємець з Лісабона, можливо, син Тріштана Гоміша де Бріто. Організував декілька приватних дослідницьких експедицій вздовж західноафриканського узбережжя, під час яких було досліджено Гвінейську затоку і відкриті золоті копальні Ельміни та острови Сан-Томе і Принсіпі.

## Передумови
З початку XV століття португальські експедиції, організовані принцом Енріке Мореплавцем, просувались на південь вздовж невідомого африканського узбережжя, головним чином в пошуках західноафриканських багатств (зокрема, золота та рабів). Вони значно розширили португальські морські знання, але приносили замало прибутку, порівняно з великими зусиллями та ресурсами, які в них вкладались. Після смерті Енріке в 1460 р. португальська корона виявляла невеликий інтерес в продовжуванні цих зусиль.
У 1469 році король Португалії Афонсо V, розчарований невеликими прибутками, що приносила молода африканська торгівля, надав лісабонському торговому консорціуму на чолі з лісабонським купцем Фернаном Гомішем монополію на торгівлю золотом у Гвінейській затоці. Окрім сплати річної орендної плати у розмірі 200 000 реалів, Гоміш повинен був протягом п'яти років забезпечувати дослідження 100 ліг узбережжя Західної Африки щороку.(пізніше угода буде продовжена ще на рік).
Гоміш також отримав монополію на торгівлю африканським перцем малегета (в ті часи перець малегета був популярною заміною чорного перцю) за додатковий щорічний платіж у 100.000 реалів .

## Відкриття Золотого берега
Для виконання своїх зобов'язань по дослідженню африканського узбережжя, Фернан Гоміш найняв декілька мореплавців — Жуана де Сантарен, Перу Ешкобара, Лопу Гонсалвіша, Фернана до По і Педру де Сінтра. В підсумку Гоміш перевищив вимоги, встановлені контрактом — організовані ним морські експедиції досягли мису Санта-Катаріна, що вже знаходиться в Південній півкулі, а також островів Гвінейської затоки Сан-Томе і Принсіпі.
Вже у 1471 році дослідники Гоміша дістались узбережжя сучасної Гани, де в Ельміні (що означає «копальня»), вони виявили процвітаючу торгілю алювіальним (намивним) золотом. Люди Гоміша встановили тут свій торговельний пост.
Використовуючи прибутки, отримані від африканської торгівлі, Фернан Гоміш допоміг португальській короні в завоюваннях Асіли і Танжера в Марокко в 1471 році, де король Португалії особисто посвятив Гоміша у лицарі.
Завдяки значним доходам, які отримав Гоміш внаслідок торгівлі своїх складів у Міні, король Афонсу V у своєму листі від 29 серпня 1474 р. надав Фернану титул Фернан Гоміш да Міна і герб, на якому на срібному полі зображені три чорні голови із золотими намистами та золотими кульчиками у вухах.
В 1478 році, отримавши різні почесті і маючи величезний вплив на економіку королівства, Фернан Гоміш да Міна був призначений до Королівської ради.
З огляду на великі прибутки, що давала торгівля золотом в Ельміні, для управління місцевою золотою промисловістю в січні 1482 року, за наказом нового короля Португалії Жуана II, в Ельміні починається будівництво факторії (порт. feitoria) і фортеці Сан-Жоржи-да-Міна (Фортеці Ельміна) для її захисту.

## Родина
Гоміш одружився з Катаріною Леме, незаконнонародженою донькою фламандсько-португальського купця Мартіна Леме.
У них народилося двоє дітей. Катаріна Леме вийшла заміж за Жуана Родрігеса Паїса. Нуно Фернандеш да Міна одружився з Ізабель Кеймадо та Віоланте де Бріто.